# Das Paket
Das Paket ist ein Psychothriller des Schriftstellers Sebastian Fitzek aus dem Jahr 2016.

## Handlung
Emma Stein ist eine Psychiaterin, die mit ihrem Mann Philipp in Berlin lebt. Nach einem Vortrag findet die junge Frau in ihrem Hotelzimmer eine Botschaft, in der sie gewarnt wird, zu fliehen. Sie hält es für einen bösen Scherz und ignoriert die Warnung. Wenig später wird sie vergewaltigt und ihr wird der Kopf geschoren. Sie ist damit bereits das dritte Opfer des sogenannten „Friseurs“. Nach diesem traumatischen Ereignis verlässt Emma das Haus nicht mehr und zieht sich auch emotional immer weiter zurück – bis eines Tages der Postbote Salim sie bittet, ein Paket für einen Nachbarn anzunehmen. Daraufhin brechen viele Ereignisse über die labile Frau herein und sie wird in ein weiteres Verbrechen hineingezogen. Gegen Ende ersticht sie ihren Ehemann, den sie für den „Friseur“ hält. Während ihres anschließenden Aufenthalts in einer Psychiatrie stellt sich heraus, dass in Wahrheit ihr Bekannter und Rechtsanwalt Konrad Luft der „Friseur“ ist.

## Figuren
- Dr. Emma Stein: Die Hauptfigur, die durch die Vergewaltigung des „Friseurs“ traumatisiert und entstellt wird
- Philipp Stein: untreuer Ehemann von Emma Stein und Polizist
- Konrad Luft: Freund von Emma und der „Friseur“
- Dr. Roth: Therapeut von Emma, der Konrad überführt

## Presse und Fernsehen
„Aber erinnern wir uns doch mal daran, wovon wir hier reden: von Unterhaltungsliteratur. Die sich nicht nur gut liest, sondern tatsächlich genau das tut, was sie soll: unterhalten.“

"So haarsträubend dämlich wie der Plot von Fitzeks Romans ist seine ärmliche Sprache, die unplausible Motivation seiner Figuren sowie der bedrückend enge intellektuelle Kosmos dieses angeblichen Psychothrillers. So spannend wie ein ausgefülltes Kreuzworträtsel."

- Dennis Scheck: ARD Druckfrisch

„Vor allem das völlig unerwartete Ende des Buchs begeistert offenbar die Liebhaber spannender Bücher.“

„Sebastian Fitzek hat für seine Fans kurz vor Weihnachten ein Paket gepackt, das es in sich hat: eine irre Story, Grusel und Spannung bis zur letzten Zeile.“

## Textausgaben
- Sebastian Fitzek: Das Paket. Knaur Taschenbuchverlag, München 2016, 432 Seiten, ISBN 978-3-426-19920-6